# Yıldırım Aktuna
 Yıldırım Aktuna  (* 1930 in Istanbul; † 29. September 2007 ebenda) war ein türkischer Psychiater und Politiker. Von 1991 bis 1993 und in den Jahren 1996/97 war er Gesundheitsminister seines Landes. Von 1993 bis 1995 war er Staatsminister und Regierungssprecher.

## Leben
Aktuna wurde 1930 in Istanbul als Sohn von Naci und Necmiye Aktuna geboren und erlangte die Hochschulreife 1948 in Izmir. Anschließend studierte er als Kadettenschüler Humanmedizin an der Istanbul Üniversitesi. 1954 promovierte er im Rang eines Leutnants.

## Militärkarriere
Seine erste Anstellung bei den türkischen Streitkräften war die eines leitenden Stabsarztes bei der 26. Brigade der 66. Heeresdivision. Nach einem einjährigen Sprachkurs in Englisch an der Armeesprachenschule in Ankara schickte man Aktuna in die Vereinigten Staaten, wo er 1958/59 eine medizinische Ausbildung am Brooke Army Medical Center in Fort Sam Houston, San Antonio, absolvierte.
Nach seiner Rückkehr absolvierte Aktuna bis 1962 die Facharztausbildung in Neuropsychiatrie an der medizinischen Militärakademie Gülhane in Ankara. Anschließend arbeitete er als Sanitätsoffizier an mehreren Standorten in der Türkei. Zwischen 1967 und 1989 lehrte er am Militärkrankenhaus Kabul in Afghanistan. Im Jahr 1970 wurde er im Range eines Oberstleutnants in den Ruhestand verabschiedet.

## Karriere als Arzt
Aktuna wurde stellvertretender Chefarzt an der psychologischen Station des Kinderkrankenhauses Şişli in Istanbul und wurde später dort Chefarzt.
Zwischen 1972 und 1973 lebte Aktuna in Österreich und bildete sich an der neurologischen Klinik der Universität Wien in Neurologie und Elektroenzephalographie (EEG) fort.
Im Jahr 1979 wurde Yıldırım Aktuna Chefarzt der Psychiatrischen Klinik Bakırköy in Istanbul. Er modernisierte das Krankenhaus und verschrieb sich vor allem der öffentlichen Gesundheitsfürsorge. Er etablierte 1983 ein Alkohol- und Drogen-Centrum an der Klinik, das das erste seiner Art in der Türkei war.

## Politik
Yıldırım Aktuna kündigte seine Stellung am 30. Dezember 1988 und wurde Mitglied der Sosyaldemokrat Halkçı Parti (SHP). Am 26. März 1989 wählte man ihm zum Bürgermeister von Bakırköy.
Nach zweieinhalb Jahren verließ er das Amt und wurde am 27. August 1991 Mitglied der Doğru Yol Partisi (DYP). Bei der Parlamentswahl am 20. Oktober 1991 wurde er für Istanbul zum Abgeordneten in die türkische Nationalversammlung gewählt.
Yıldırım Aktuna war von 1991 bis 1993 Gesundheitsminister im Kabinett von Süleyman Demirel. Ministerpräsidentin Tansu Çiller berief in 1993 zum Staatsminister und Regierungssprecher. Nach zwei Jahren war er 1996/97 erneut Gesundheitsminister unter Mesut Yılmaz und Necmettin Erbakan. In seiner Funktion als Gesundheitsminister stieß er eine Reform der Gesundheitsvorsorge an und organisierte zweimal nationale Gesundheitskongresse. Gleichzeitig unterstützte er die von ihm angestoßenen Aktivitäten am Psychiatrischen Krankenhaus Bakırköy.
Von 1998 bis 1999 war Aktuna Staatsminister unter Mesut Yılmaz.
Am 30. Mai 1996 verließ Yıldırım Aktuna die DYP, blieb aber als unabhängiger Abgeordneter im Parlament. Am 1. Juli des folgenden Jahres trat er der Demokrat Türkiye Partisi (DTP) bei, die wenige Monate zuvor von unzufriedenen DYP-Politikern gegründet worden war. Aktuna wurde Stellvertreter des DTP-Vorsitzenden Hüsamettin Cindoruk. Ende November 2001 kehrte er in die DYP zurück. 2003 trat er zur Liberal Demokrat Parti (LDP) über.

## Tod
Im Februar 2007 wurde bei Aktuna Bauchspeicheldrüsenkrebs diagnostiziert. Die folgenden Monate verbrachte er zu einer Gentherapie in China, die allerdings nicht anschlug.
Aktuna starb am 29. September 2007 im Taksim Alman Hastanesi in Istanbul, wohin man ihn zwölf Tage zuvor aus Bodrum gebracht hatte. Er wurde am 2. Oktober auf dem Friedhof Zincirlikuyu bestattet.
Aktuna war zweimal geschieden. In zweiter Ehe war er mit der Theaterschauspielerin Zeliha Berksoy, Tochter der türkischen Primadonna Semiha Berksoy, verheiratet. Er hatte einen Sohn.